# شمینگ
شمینگ (به لهستانی:  Siemień) یک روستا در لهستان است که در گمینا شمینگ واقع شده‌است. شمینگ ۵۸۱ نفر جمعیت دارد.